# Porta do Sol (Lisboa)
A Porta do Sol foi uma antiga porta da cidade de Lisboa, inserida na cerca moura da cidade.
Esta porta ficava contígua à Igreja de São Brás da Ordem de Malta, hoje vulgarmente chamada de Santa Luzia, cujo campanário edificaram sobre a muralha que vai pela Adiça a São Pedro, entre duas antigas torres. O muro desta porta, que o terramoto de 1755 arruinou, ia incorporar-se com o muro do Castelo de São Jorge, junto da Porta de Dom Fradique.
Em meados do século XVIII encontrava-se ainda no adro da Igreja de São Brás, sobre uma sepultura, uma grande bala de pedra, atirada pelos mouros às forças de D. Afonso Henriques com os seus canhões pedreiros, de que usaram na última defesa desta cidade, aquando da sua conquista.